# Скибняускас, Витаутас
Витаутас Скибняускас или Скибиняускас (лит. Vytautas Skibniauskas/ Skibiniauskas, 1 ноября 1911 — 1 сентября 1966, Балтимор) — литовский шахматист.
Участник чемпионатов Литвы 1935 и 1938 гг., чемпионата Литовской ССР 1941 г.
В составе сборной Литвы участник неофициальной шахматной олимпиады 1936 г. В данном соревновании выполнял функцию запасного участника. Выступил неудачно: из 5 партий 4 проиграл и 1 завершил вничью. В базах есть только партия, проигранная Б. Тоту в матче со сборной Югославии.
Жил в Каунасе. После окончания Великой Отечественной войны оказался в немецком лагере для перемещенных лиц в Динкельсбюле. В 1951 г. переехал в США (прибыл в Нью-Йорк 16 июня 1951 г. на судне "General S. D. Sturgis"). Последние 15 лет жизни провел в Балтиморе. Участвовал в местных шахматных соревнованиях и занимался их организацией.

## Основные спортивные результаты
| Год  | Город  | Соревнование                                                | + | − | = | Результат | Место |
| ---- | ------ | ----------------------------------------------------------- | - | - | - | --------- | ----- |
| 1935 | Каунас | Чемпионат Литвы                                             |   |   |   | 4½ из 12  | 12    |
| 1936 | Мюнхен | Неофициальная шахматная олимпиада (сборная Литвы, запасной) | 0 | 4 | 1 | ½ из 5    |       |
| 1938 | Каунас | Чемпионат Литвы                                             | 5 | 6 | 0 | 5 из 11   | 7     |
| 1941 | Каунас | Чемпионат Литовской ССР                                     | 1 | 4 | 7 | 4½ из 12  | 11    |